# 黑龙宫镇
黑龙宫镇是中国黑龙江省哈尔滨市尚志市下辖的一个镇。